# Accident aérien de Cap Skirring
L'accident aérien de Cap Skirring est une catastrophe aérienne ayant eu lieu le 9 février 1992 au Sénégal. Un avion de type Convair CV-640 de la compagnie gambienne sous-traitante Gambcrest, affrété par le Club Méditerranée et Air Sénégal, décolle de Dakar pour transporter une cinquantaine de clients à Cap Skirring, en Casamance. Le pilote, qui souffre de troubles de la vue et de l'audition, essaie de poser l'avion dans l'allée éclairée d'un hôtel à une cinquantaine de kilomètres de son lieu d'arrivée, ayant pris l'endroit pour la piste d'atterrissage. L'appareil s'écrase et l'accident fait une trentaine de morts. L'appareil n'est pas aux normes de sécurité et est vétuste, ce qui a été signalé maintes fois par les clients du voyagiste. Les dirigeants de Club Méditerranée sont condamnés.

## Historique

### L'accident
Les gentils membres du Club Méditerranée décollent avec un vol Air Liberté de Paris, le 8 février au soir, et arrivent à Dakar vers deux heures du matin. Après environ 2 h 30 min d'attente, ils changent d'avion pour un vol de 45 minutes, théoriquement réalisé par Air Sénégal, pour le transfert jusqu'au sud du pays en Casamance, au village de Cap Skirring. Certains passagers s'étonnent de la vétusté de l'appareil, avec de la « paille et terre jonchant le sol, sièges défoncés, ceintures de sécurité cassées ». L'avion transporte alors 56 personnes, dont l'équipage, et fait partie d'un groupe de trois appareils. Cet appareil vole sous pavillon Gambcrest, compagnie gambienne sous-traitante d'Air Sénégal. Les conditions météo sont bonnes. Le commandant de bord américain Lemuel Lester Long et son copilote, le Norvégien Morten Steen Helgesen, font équipe depuis novembre 1991. Cependant, le pilote fait l'objet de trois poursuites judiciaires aux États-Unis pour avoir violé la réglementation aérienne.
L'accident survient le matin du dimanche 9 février 1992 à 6 h 10 au niveau de Kafountine, à une cinquantaine de kilomètres du lieu d'arrivée, dans une zone marécageuse. L'aile gauche percute un arbre puis l'avion s'écrase. Bien que l'appareil soit littéralement disloqué, un passager arrive à sortir et donne l'alerte. Dans un premier temps, des passants pillent l'avion et les blessés, puis une ambulance locale arrive, dont les chauffeurs demandent aux blessés de payer avant de les embarquer. Les secours arrivent rapidement et l'armée française participe aux recherches avec la gendarmerie sénégalaise. Le premier bilan du crash fait état de 28 morts (y compris l'équipage), plus 25 blessés, dont certains garderont de graves séquelles. Les blessés sont transférés à Ziguinchor, puis hospitalisés à Dakar, certains blessés légers sont rapatriés peu après en France,,.
Dès 7 h 0, Gilbert Trigano est prévenu par son fils Serge et se rend place de la Bourse au siège du Club Med. Le dirigeant du Club s'envole pour le Sénégal dans un petit avion d'UAP Assistance, l'assureur du Club Med, avec du matériel de soins et trois médecins. Il arrive en fin d'après-midi. Sur place, il vit douloureusement le drame. Lorsqu'il revient à Dakar, où les blessés sont répartis dans différents hôpitaux, la décision est prise d'en rapatrier la plupart sur Paris. Un gros porteur avec quelques médecins est déjà sur place en attente. 
Serge Trigano souligne que depuis une vingtaine d'années, le Club travaille avec Air Sénégal « et que les conditions de sécurité ont toujours été parfaites ». Rapidement d'ailleurs, le directeur de la compagnie rejette toute responsabilité. Gilbert Trigano, marqué par cet accident, passe la main à son fils l'année suivante.

### Responsabilités
Au départ, les causes de l'accident sont inconnues, mais l'hypothèse de l'erreur de pilotage est rapidement retenue, le pilote ayant essayé de se poser au mauvais endroit. Cependant, dès le lendemain de la catastrophe, le Club Med est également mis en cause pour le manque de contrôle des conditions de sécurité. Quelques années plus tard, au delà d'une accumulation d'erreurs, sont reprochés plus globalement le « laxisme et [la] négligence » de l'entreprise.
Le rapport d'enquête de l'État sénégalais terminé le 19 mai 1992 confirme cette supposition, soulignant au sujet du pilote « l'inconsistance de ses performances [et que] son certificat médical prescrit, pour l'exercice de ses fonctions, des lentilles pour correction à longue distance et des lunettes de myopie pour correction de la vue à courte distance ». Âgé de 67 ans, alcoolique, ayant fait l'objet de trois poursuites judiciaires dans son pays natal, il a confondu les lumières de l'allée éclairée d'un hôtel avec la piste d'atterrissage. De plus, le rapport cite « le mécanicien d'accompagnement du vol, recruté localement, [qui] n'avait aucune qualification officielle sur le type d'aéronef accidenté ». Un rescapé affirme donc que le pilote « était myope, sourd et interdit de vol aux États-Unis après avoir été jugé responsable de deux accidents à l'atterrissage. »,,.
L'avion est un Convair CV 640 à hélices, conçu au tout début des années 50 et âgé de plusieurs dizaines d'années, appareil obsolète qui n'est alors plus vendu que d'occasion mais est encore utilisé par les pays émergents pour des raisons économiques. Il ne possède aucun carnet de maintenance et sa boîte noire ne fonctionne pas. 
Le 1er février 1994, une association de victimes porte plainte contre X, ce qui permet d'ouvrir une information judiciaire. Le 7 mai 1996, Gilbert et Serge Trigano sont poursuivis pour homicides et blessures involontaires. Gilbert Trigano se défend, soulignant la lourde responsabilité du pilote, l'erreur humaine étant la conclusion du rapport d'expertise. De son côté, son fils souligne, concernant les conditions de transport, « la méconnaissance complète de ces risques par le Club Méditerranée ». La faute est également rejetée sur Air Sénégal face au manque de contrôle des avions de son sous-traitant, indiquant que le Club n'était d'ailleurs pas informé par la compagnie sénégalaise de cette sous-traitance. Ce que contredit Air Sénégal. Pourtant, lors du procès, il est mis en évidence que « Air Sénégal ressemble plus à un aéroclub qu'à un transporteur national. Cet élément était de notoriété publique dans le monde aérien et dans celui du tourisme ». D'accablantes lettres de plainte des clients du Club, antérieures à l'accident, sont versées au dossier. Sont également retenus des avis de clients sur ce transfert entre Dakar et Cap Skirring, effectué dans des « conditions ahurissantes » à plusieurs reprises : vétusté, voire délabrement des appareils, manquements aux règles de sécurité, atterrissages en catastrophe, alcoolisme du pilote, sont rapportés par les passagers. Mais l'équipe dirigeante du Club Med n'en a jamais tenu compte,,.
Gilbert et Serge Trigano sont condamnés pour « homicides involontaires » à huit mois de prison avec sursis et 30 000 francs d'amende chacun. Il leur est reproché de ne pas avoir tout mis en œuvre pour assurer la sécurité de leurs clients.